# 시푸
시푸(Sifu)는 2022년 슬로클랩에서 개발 및 배급한 진행형 격투 게임이다. 중화인민공화국을 배경으로, 플레이어는 무예 학교의 시푸(사부)의 자녀를 조종하여 아버지의 죽음에 책임이 있는 사람들에게 복수한다. 주인공이 죽을 때마다 마법의 부적으로 부활하고 나이가 들면서 더 강력한 공격을 할 수 있지만, 체력이 감소한다. 플레이어 캐릭터가 너무 늙으면 영구적으로 죽을 수 있으며, 이 경우 플레이어는 처음부터 레벨을 다시 시작하고 첫 시도와 같은 나이로 시작해야 한다.
시푸는 2022년 2월 8일에 플레이스테이션 4, 플레이스테이션 5, Windows로, 2022년 11월 8일에 닌텐도 스위치로, 2023년 3월 28일에 엑스박스 원 및 엑스박스 시리즈 X/S로 출시되었다. 이 게임은 전투, 환경, 스토리에 대한 긍정적인 평가를 받았다. 2024년 2월까지 300만 장 이상 판매되었다. TV 각색판인 Sifu: It Takes a Life는 2024년 12월에 프라임 비디오에 출시되었다.

## 게임플레이
시푸는 3인칭 관점에서 플레이되는 런 기반 액션 진행형 격투 게임이다. 이 게임은 백미권 쿵푸에서 영감을 받았으며 150개 이상의 고유한 공격을 포함한다. 기본 공격 동작은 연계할 수 있지만, 일부 연계는 적을 넘어뜨리거나 기절시키는 등 추가적인 전술적 기회를 제공할 수 있다. 주인공과 모든 적대적인 적 캐릭터는 "구조 게이지"를 가지고 있다. 게이지가 완전히 채워지면 이 캐릭터들의 방어가 깨지고 마무리 공격에 취약해진다. 플레이어는 공격을 막을 수도 있지만, 이렇게 하면 게이지가 점차 채워진다. 또는 적이 타격을 가하려고 할 때 회피하거나 패리할 수도 있다. 성공적인 패리는 플레이어가 적을 기절시키거나 특정 방향으로 던질 수 있게 한다. 이 게임은 플레이어가 환경을 활용하고 더 강한 상대와 마주할 때 새로운 공격을 즉흥적으로 만들거나 전략을 변경할 수 있도록 한다. 예를 들어, 플레이어는 적을 난간에서 차버리거나 다양한 물체를 임시 무기로 사용할 수 있다. 전투 섹션의 한 적은 때때로 통제되지 않는 광란 상태에 빠져 미니보스가 될 수도 있다. 때때로 플레이어는 대화 선택지를 제시받을 수 있으며, 이는 그들의 단어 선택에 따라 전투를 완전히 피할 수 있게 해준다.
게임에서 플레이어가 죽으면, 마법처럼 그들이 죽은 자리에서 부활하며 몇 년 나이가 든다. 플레이어 캐릭터가 나이가 들수록 공격은 더 강력해지지만 체력은 감소한다. 결국, 부활이 더 이상 불가능해지고 다음 죽음은 게임을 끝낸다. 플레이어는 사당을 만나게 되며, 이곳은 그들이 치유하고 새로운 기술을 잠금 해제하는 장소가 될 것이다. 또한 레벨 사이사이에 쿵푸 도장인 "우관"을 방문하여 기술을 연습할 수 있다. 능력은 플레이어 캐릭터가 죽으면 사라지지만, 각 런의 시작에 사용할 수 있도록 업그레이드를 영구적으로 잠금 해제할 수 있다. 플레이어가 여러 런을 완료함에 따라, 탐정 보드에 액세스할 수 있으며, 다양한 런에서 수집된 정보가 저장되고 비밀 영역과 지름길이 열릴 수 있다.

## 줄거리
비 오는 밤, 중화인민공화국의 무예 학교의 명예를 잃은 제자인 양은 다른 네 명의 무예가와 함께 그의 이전 학교를 습격한다. 그들은 다음과 같다: 팜파르 "식물학자", 마체테를 휘두르며 말하지 않는 사나운 중년 남자; 숀 "싸움꾼", 거만하고 학교 학생들을 약하다고 여기며 봉을 휘두르는 젊은 남자; 쿠로키 "예술가", 칼날 삼절곤을 휘두르는 젊은 일본 여자; 그리고 진펑 "CEO", 부유하지만 부패한 한 팔 여자로, 이제 초자연적인 종과 유성추를 휘두른다. 학생들을 물리친 후, 양은 학교의 사부 (그의 이전 스승)와 대치하고 그의 가슴을 때려 치명적인 심근 경색을 일으킨다. 사부의 소지품을 뒤지던 중, 양은 근처에 숨어있는 사부의 외동딸을 발견하고 파파르에게 목을 베도록 명령한다. 아이는 나중에 목이 치유된 채 깨어나는데, 이는 손에 든 고대 부적의 힘 덕분이었다. 이 부적은 죽은 자를 부활시킬 수 있지만, 부활할 때마다 나이를 기하급수적으로 증가시킨다. 양과 그의 공범자들에게 복수하기로 맹세한 아이는 다음 8년을 고립된 생활을 하며 끊임없이 훈련하고 목표물에 대한 정보를 수집한다.
성인이 된 사부의 자녀는 숙련된 무예가로 성장하여 복수 퀘스트를 시작하고, 양의 이전 공범자들을 추적하여 전투에서 그들을 물리친 후 처형한다:
- 이제 마약 밀매 조직을 위해 일하며 식물 조작의 초자연적 능력을 가진 파파르.
- 자신의 무예 학교와 불법 지하 격투 클럽을 운영하며 염력을 가진 숀.
- 조직 범죄의 전선으로 미술관을 운영하며 구나이를 휘두르는 어둠의 자아를 포함한 초인적인 환상을 만들 수 있는 쿠로키.
- 부유하지만 부패한 사업가가 되었으며 이제 초자연적인 종과 유성추를 휘두르는 진펑.

마지막으로 무예가는 양 자신을 추적하여 그의 개인 성소에서 대치한다. 양은 사랑하는 사람들이 죽음의 문턱에 있을 때 사부가 자신을 버렸으며, 이로 인해 이전 스승에게 등을 돌리게 되었다고 설명한다. 격렬한 싸움 끝에 무예가는 양의 가슴을 때려 아버지에게 했던 것과 같은 방식으로 그를 죽인다. 하지만 그렇게 하자 무예가는 두 개의 무덤을 보고 양이 죽어가는 아내와 딸을 구하기 위해 부적을 훔치려 했지만, 사부가 그의 맹세를 더럽혀 자격이 없다고 선언하고 학교에서 쫓아내면서 막혔다는 것을 알게 된다. 부적은 무예가에게 무예의 도덕성인 우덕(武德)의 중요성을 말해주고 그를 시간 여행을 통해 퀘스트의 시작으로 돌려보낸다. 무예가는 다시 다섯 명의 목표물을 각각 물리쳐야 하지만, 이번에는 적을 살려주는 선택을 할 수 있으며, 적들은 감사함을 표하고 싸움을 멈춘다.
게임은 플레이어의 행동에 따라 두 가지 엔딩이 있다:
- 무예가가 목표물 중 누구라도 죽이면, 다시 부적에 의해 시간 여행을 통해 무한 루프에 빠지게 된다.
- 무예가가 모든 목표물을 살려주면, 양과의 싸움은 다른 엔딩의 묘지로 이어지지만, 이번에는 실제 세계에서이다. 양을 살려준 후, 무예가는 부상을 입고 죽고 양이 싸움 도중 부적을 가져갔기 때문에 다시 살아날 수 없다. 하지만, 우덕의 원칙을 지켰기 때문에 마침내 깨달음을 얻는다. 쿠키 영상에서는 무예가가 이제 사부로서 아버지의 이전 학교에서 새로운 학생들을 가르치는 모습을 보여주는데, 이는 그가 어떤 식으로든 부활했음을 암시한다 (아마 우덕을 통달하여 부적으로 부활했거나 양이 자신을 살려준 것에 감사하여 그의 죄를 속죄하기 위해 부활시켰을 것이다).

## 개발 및 출시
시푸는 이전에 2017년에 데뷔 격투 게임인 앱솔버를 출시했던 프랑스 스튜디오 슬로클랩이 개발했다. 앱솔버와 달리 이 게임은 멀티플레이어가 없다. 팀은 게임플레이 개발에 집중하고 온라인 게임에 필요한 인프라 개발에 시간을 할애할 필요가 없었기 때문이다. 이 게임은 성룡 주연의 쿵푸 영화에서 영감을 받았으며, 성룡은 혼자서 다수의 적을 물리치는 모습으로 그려졌다. "시푸"(틀:중국어)라는 용어는 광둥어로 "스승"을 의미하며, 게임에 등장하는 전투 스타일은 백미권 스타일에 기반을 두고 있다. 팀은 백미권 쿵푸 마스터인 벤자민 콜루시와 함께 모든 전투를 안무하고 주인공의 움직임에 영감을 주었다. 게임은 "연습을 통한 숙달"을 강조하며, 이는 쿵푸의 핵심 가치이며 노화 시스템을 통해 반영된다. 이 게임은 또한 어렵게 설계되었으며 가파른 학습 곡선을 특징으로 하는데, 팀은 게임플레이 경험이 너무 쉬우면 플레이어가 숙달감을 얻지 못할 것이라고 느꼈기 때문이다.
슬로클랩은 2021년 2월 소니의 스테이트 오브 플레이 라이브스트림에서 시푸를 공식적으로 발표했다. 팀은 initially 게임을 2021년에 출시할 계획이었지만, 게임을 더욱 다듬고 팀의 과로를 피하기 위해 다음 해로 연기되었다. 시푸는 2022년 2월 8일 에픽게임즈 스토어를 통해 Windows, 플레이스테이션 4 및 플레이스테이션 5로 출시되었으며, 디럭스 에디션을 구매한 플레이어는 48시간 먼저 게임을 플레이할 수 있으며, 디지털 아트북과 하위 리가 작곡한 오리지널 사운드트랙을 받을 수 있다. 시푸: 복수 에디션이라는 이름의 패키지판은 2022년 5월 3일 배급사 Microids에 의해 출시되었다.
슬로클랩은 2022년 4월 일련의 콘텐츠 업데이트를 발표했으며, 첫 번째는 새로운 의상, 고급 훈련 모드 및 난이도 옵션으로, 적이 더 관대하고 노화 메카닉이 크게 줄어든 "학생"이라는 쉬운 모드와, 게임 내에서 "사부"라고 불리는 하드 모드로, 오리지널 난이도 설정인 "제자"보다 훨씬 더 가혹한 도전을 제공한다. 2003년 대한민국 네오느와르 액션 영화 올드보이에 대한 오마주로 만들어진 "청년"이라는 이름의 디럭스 에디션 소유자를 위한 보너스 의상도 출시되었다.
2022년 8월 31일, 슬로클랩은 새로운 의상과 새로운 점수 시스템을 추가한 무료 업데이트를 출시했다. 또한 무한 체력 및 파괴되지 않는 무기와 같은 게임플레이 수정자도 도입했다.

## 평가

### 비평
시푸는 리뷰 애그리게이터 웹사이트인 메타크리틱에 따르면 대부분의 플랫폼에서 비평가들로부터 "일반적으로 호의적인" 평가를 받았으며, PS4 버전은 "혼합 또는 평균적인" 평가를 받았다.
IGN은 이 게임을 "디자인 면에서 완전히 타협하지 않는다"라고 평가하며, 내러티브, 전투, 컨트롤러 햅틱, 환경, AI, 구조를 칭찬했고, 카메라에 대한 사소한 문제를 표현했다. 디스트럭토이드는 이 게임을 "끊임없는 오르막 싸움"이자 "강렬하게 보람 있다"라고 말하며, "시푸는 도전할 가치가 있고 극복할 가치가 있다. 끝에 약간의 마음이 담긴 복수 이야기이며, 완벽하게 착지하지는 못할 수 있지만, 스타일과 액션이 많다."라고 결론지었다. 게임 인포머'의 리뷰는 게임의 구조에 대해 약간 덜 긍정적이었으며, 처음부터 강력하게 나온 전투를 칭찬했지만, 게임이 결국 지루한 반복이 되었다고 말했다. 게임스팟은 게임의 두 가지 전투 모드를 크게 칭찬하며, 영향력이 크고, 창의적인 노화 메커니즘과 동적인 전투로 인한 반복감이 없음을 칭찬했다. 나쁜 카메라, 싱거운 스토리와 캐릭터, 불필요한 조사 요소는 약간의 비판을 받았다. GamesRadar+는 이 게임에 대해 긍정적으로 글을 썼으며, 학습 곡선, 미학 및 리플레이성을 칭찬했지만, 짧은 길이와 제한된 적 다양성에 대해 약간의 문제를 제기했다. 푸시 스퀘어(Push Square)는 이 게임에 10점 만점에 8점을 주었으며, 전투, 보람 있는 느낌, 프레젠테이션, 아트 디렉션, 레벨 디자인 및 사운드트랙을 칭찬했지만, 시행착오 게임플레이에서의 가끔씩의 불공정함과 엉뚱한 카메라를 비판했다. 중국어 매체인 게이머스카이는 이 게임에 대해 긍정적이었으며, 액션 연출과 장면 분위기 면에서 쿵푸 영화의 기대치를 충족시키지만, 엄격한 난이도 면에서 제목인 시푸에 걸맞는다고 언급했다.
섁뉴스의 블레이크 모스는 이 게임에 대해 부정적인 리뷰를 남겼다. 그는 게임의 업그레이드 시스템과 로그라이크 구조를 비판했으며, 이는 플레이어가 진행하기 위해 오랜 시간 동안 노가다를 하고 레벨을 자주 다시 플레이하도록 강요한다고 말했다.

### 판매량
시푸는 출시 48시간 만에 50만 장 이상 판매되었다. 이 게임은 2022년 3월까지 100만 장 이상 그리고 2024년 2월까지 300만 장 이상 판매되었다.

### 수상
| 연도 | 시상식               | 부문                       | 결과 | Ref.   |
| ---- | -------------------- | -------------------------- | ---- | ------ |
| 2022 | 골든 조이스틱 어워즈 | 플레이스테이션 올해의 게임 | 후보 |        |
| 2022 | 더 게임 어워즈       | 최우수 인디 게임           | 후보 |        |
| 2022 | 더 게임 어워즈       | 최우수 액션 게임           | 후보 |        |
| 2022 | 더 게임 어워즈       | 최우수 격투 게임           | 후보 |        |
| 2023 | D.I.C.E. 어워드      | 올해의 액션 게임           | 후보 |        |
| 2023 | 영국 아카데미 게임상 | 애니메이션                 | 후보 |        |
| 2023 | 영국 아카데미 게임상 | 오리지널 IP                | 후보 |        |
| 2023 | 스팀 어워즈          | Best Game You Suck At      | 수상 | [ 42 ] |

## 각색

### 영화
2022년 12월, 스토리 키친은 슬로클랩과 제휴하여 시푸의 실사 영화 각색 작업을 발표했으며, 데릭 콜스태드가 각본을 맡는다. 2025년 2월까지 넷플릭스가 영화 판권을 얻었고, 87Eleven 엔터테인먼트가 슬로클랩, 스토리 키친과 함께 제작에 참여하며, T.S. 나울린이 각본을 맡았다. 드미트리 M. 존슨과 마이크 골드버그는 스토리 키친에서 프로듀싱을 맡고, 티모시 I. 스티븐슨과 엘레나 샌도벌이 책임 프로듀서를 맡는다. 채드 스태헬스키와 제이슨 스피츠는 87Eleven에서 프로듀싱을 맡는다.

### 텔레비전
2024년 8월, 이 게임이 팀 밀러가 제작한 비디오 게임 앤솔로지 텔레비전 시리즈 Secret Level의 에피소드로 각색될 것이 밝혀졌으며, 프라임 비디오를 통해 공개될 예정이다. 릭 라슨이 각본을 쓰고 라슬로 루스카가 감독하며 Digic Pictures가 애니메이션을 맡고 페리 쉔, 핑 우, 리디아 룩, 넬슨 리, Feodor Chin, Rae Lim이 목소리 연기를 맡은 에피소드 Sifu: It Takes a Life는 2024년 12월 10일에 공개되었다.

## 참고
1. ↑  닌텐도 스위치 버전은 아티팩츠 스튜디오와 공동 개발됨[1]
2. ↑  Microids가 패키지판을 배급함.[2]